# Cornelis Johan Adriaan Bichon van IJsselmonde
Cornelis Johan Adriaan Bichon van IJsselmonde (Hillegersberg, 28 mei 1855 – 's-Gravenhage, 19 november 1923), heer van Oost- en West-IJsselmonde en Lombardijen, was een Nederlands politicus.
Bichon, lid van het geslacht Bichon, was een onafhankelijke afgevaardigde voor het district Ommen uit een Rotterdams regentengeslacht. Hij verzette zich als conservatief christelijk-historische eenling tegen de samenwerking van protestanten en katholieken, tegen de sociale wetgeving van het kabinet-Heemskerk en tegen de kiesrechtuitbreiding. Hij stichtte in 1913 samen met Van Koetsveld het Politiek verband van onafhankelijk christelijk-historischen.
Hij sprak in de Tweede Kamer onder meer over Indische zaken, Suriname, marine, posterijen, spoorwegen en justitie.
In 1913 was Bichon een van de drie leden van de rechterzijde die tegen de ontwerp-Ziektewet stemde. Hij stemde in 1915 als enige van de rechterzijde tegen het (tijdelijk) herstel van het gezantschap bij de paus. En in 1917 stemden hij en Van Idsinga als enigen tegen het voorstel in tweede lezing tot herziening van de kiesrechtbepalingen in de Grondwet. Hij was tegenstander van algemeen kiesrecht.
Bichon was de laatste kasteelheer van het Kasteel van IJsselmonde. Hij liet het kasteel in 1900 afbreken na een conflict met de burgemeester van IJsselmonde.
- Biografisch Portaal: 62809665
- International Standard Name Identifier: 0000 0003 9770 4794
- Nederlandse Thesaurus van Auteursnamen: 073039837
- Parlement.com: vg09lky20ky8
- Virtual International Authority File: 47159505
- WorldCat: E39PBJbtrq39VHcWDTr6RQxbh3